# Хав'єр Санчес (тенісист)
Хав'єр Санчес (ісп. Javier Sánchez; нар. 1 лютого 1968) — колишній іспанський тенісист.
Найвищу одиночну позицію світового рейтингу — 23 місце досяг 6 червня 1994, парну — 9 місце — 30 квітня 1990 року.
Здобув 4 одиночні та 26 парних титулів.
Найвищим досягненням на турнірах Великого шолома були чвертьфінали в одиночному та парному розрядах.
Завершив кар'єру 2000 року.

## Фінали за кар'єру

### Парний розряд: 44 (26–18)
| Легенда                |
| ---------------------- |
| Великий шлем (0)       |
| Серія Мастерс ATP (2)  |
| Серія турнірів ATP (3) |
| Тур ATP (21)           |

| Титули за покриттям |
| ------------------- |
| Тверде (6)          |
| Ґрунт (20)          |
| Трава (0)           |
| Килим (0)           |

| Результат | W/L | Дата     | Турнір                                          | Покриття  | Партнер               | Суперники                           | Рахунок       |
| --------- | --- | -------- | ----------------------------------------------- | --------- | --------------------- | ----------------------------------- | ------------- |
| Поразка   | 1.  | Сер 1987 | Swedish Open, Швеція                            | Ґрунт     | Еміліо Санчес Вікаріо | Стефан Едберг Андерс Яррід          | 6–7, 3–6      |
| Перемога  | 1.  | Вер 1987 | Мадрид, Іспанія                                 | Ґрунт     | Карлос Ді Лаура       | Серхіо Касаль Еміліо Санчес Вікаріо | 6–3, 3–6, 6–4 |
| Поразка   | 2.  | Жов 1987 | Відень, Австрія                                 | Килим (i) | Еміліо Санчес Вікаріо | Мел Перселл Тім Вілкінсон           | 3–6, 5–7      |
| Перемога  | 2.  | Лис 1987 | Сан-Паулу, Бразилія                             | Тверде    | Гілад Блюм            | Томас Карбонелл Серхіо Касаль       | 6–3, 6–7, 6–4 |
| Перемога  | 3.  | Чер 1988 | Болонья, Італія                                 | Ґрунт     | Еміліо Санчес Вікаріо | Рольф Гертцог Марк Вальдер          | 6–1, 7–6      |
| Поразка   | 3.  | Лис 1988 | Сан-Паулу, Бразилія                             | Тверде    | Рікардо Акунья        | Джей Бергер Орасіо де ла Пенья      | 7–5, 4–6, 3–6 |
| Перемога  | 4.  | Лис 1988 | Буенос-Айрес, Аргентина                         | Ґрунт     | Карлос Коста          | Едуардо Бенгоечеа Хосе Луїс Клерк   | 6–3, 3–6, 6–3 |
| Перемога  | 5.  | Тра 1989 | Мюнхен, Німеччина                               | Ґрунт     | Балаж Тароці          | Пітер Дуен Лорі Вордер              | 7–6, 6–7, 7–6 |
| Перемога  | 6.  | Тра 1989 | Гамбург, Німеччина                              | Ґрунт     | Еміліо Санчес Вікаріо | Борис Бекер Ерік Єлен               | 6–4, 6–1      |
| Перемога  | 7.  | Чер 1989 | Болонья, Італія                                 | Ґрунт     | Серхіо Касаль         | Томас Нюдаль Єрґен Віндаль          | 6–2, 6–3      |
| Поразка   | 4.  | Чер 1989 | Барі, Італія                                    | Ґрунт     | Серхіо Касаль         | Сімоне Коломбо Клаудіо Медзадрі     | 6–0, 3–6, 3–6 |
| Перемога  | 8.  | Сер 1989 | Кіцбюель, Австрія                               | Ґрунт     | Еміліо Санчес Вікаріо | Петр Корда Томаш Шмід               | 7–5, 7–6      |
| Перемога  | 9.  | Кві 1990 | Барселона, Іспанія                              | Ґрунт     | Андрес Гомес          | Серхіо Касаль Еміліо Санчес Вікаріо | 7–6, 7–5      |
| Поразка   | 5.  | Кві 1990 | Монте-Карло, Монако                             | Ґрунт     | Андрес Гомес          | Томаш Шмід Петр Корда               | 4–6, 6–7      |
| Поразка   | 6.  | Тра 1990 | Мадрид, Іспанія                                 | Ґрунт     | Андрес Гомес          | Хуан Карлос Багена Омар Кампорезе   | 4–6, 6–3, 3–6 |
| Поразка   | 7.  | Лип 1990 | Гштад, Швейцарія                                | Ґрунт     | Омар Кампорезе        | Серхіо Касаль Еміліо Санчес Вікаріо | 3–6, 6–3, 5–7 |
| Перемога  | 10. | Сер 1990 | Кіцбюель, Австрія                               | Ґрунт     | Ерік Віноградскі      | Франсіско Клавет Горст Скофф        | 7–6, 6–2      |
| Перемога  | 11. | Жов 1990 | Афіни, Греція                                   | Ґрунт     | Серхіо Касаль         | Том Кемперс Ріхард Крайчек          | 6–4, 6–3      |
| Перемога  | 12. | Бер 1991 | Індіан-Веллс, США                               | Тверде    | Джим Кур'є            | Гі Форже Анрі Леконт                | 7–6, 3–6, 6–3 |
| Перемога  | 13. | Тра 1991 | Відкритий чемпіонат Хорватії з тенісу, Хорватія | Ґрунт     | Гілад Блюм            | Річі Ренеберг Девід Вітон           | 7–6, 2–6, 6–1 |
| Перемога  | 14. | Сер 1991 | Скенектаді, U.S.                                | Тверде    | Тодд Вудбрідж         | Андрес Гомес Еміліо Санчес Вікаріо  | 3–6, 7–6, 7–6 |
| Поразка   | 8.  | Вер 1991 | Палермо, Італія                                 | Ґрунт     | Еміліо Санчес Вікаріо | Якко Елтінг Том Кемперс             | 6–3, 3–6, 3–6 |
| Перемога  | 15. | Кві 1992 | Барселона, Іспанія                              | Ґрунт     | Андрес Гомес          | Іван Лендл Карел Новачек            | 6–4, 6–4      |
| Поразка   | 9.  | Тра 1992 | Болонья, Італія                                 | Ґрунт     | Хав'єр Франа          | Люк Єнсен Лорі Вордер               | 2–6, 3–6      |
| Поразка   | 10. | Жов 1992 | Stuttgart Outdoor, Німеччина                    | Ґрунт     | Марк Россе            | Гленн Леєндекер Байрон Талбот       | 6–4, 3–6, 4–6 |
| Поразка   | 11. | Лис 1993 | Антверпен, Бельгія                              | Килим (i) | Вейн Феррейра         | Грант Коннелл Патрік Гелбрайт       | 3–6, 6–7      |
| Поразка   | 12. | Кві 1994 | Барселона, Іспанія                              | Ґрунт     | Джим Кур'є            | Євген Кафельников Давід Рікл        | 7–5, 1–6, 4–6 |
| Перемога  | 16. | Кві 1994 | Ніцца, Франція                                  | Ґрунт     | Марк Вудфорд          | Гендрік Ян Давідс Піт Норвал        | 7–5, 6–3      |
| Поразка   | 13. | Тра 1994 | Рим, Італія                                     | Ґрунт     | Вейн Феррейра         | Євген Кафельников Давід Рікл        | 1–6, 5–7      |
| Перемога  | 17. | Жов 1994 | Афіни, Греція                                   | Ґрунт     | Луїс Лобо             | Крістіан Бранді Федеріко Мордеган   | 5–7, 6–1, 6–4 |
| Поразка   | 14. | Січ 1995 | Окленд, Нова Зеландія                           | Тверде    | Луїс Лобо             | Грант Коннелл Патрік Гелбрайт       | 4–6, 3–6      |
| Поразка   | 15. | Бер 1995 | Скоттсдейл, США                                 | Тверде    | Луїс Лобо             | Тревор Кронеманн Девід Макферсон    | 6–4, 3–6, 4–6 |
| Поразка   | 16. | Тра 1995 | Монте-Карло, Монако                             | Ґрунт     | Луїс Лобо             | Якко Елтінг Паул Гаргейс            | 3–6, 4–6      |
| Перемога  | 18. | Лип 1995 | Гштад, Швейцарія                                | Ґрунт     | Луїс Лобо             | Арно Боеч Марк Россе                | 6–7, 7–6, 7–6 |
| Перемога  | 19. | Сер 1995 | Умаг, Хорватія                                  | Ґрунт     | Луїс Лобо             | Давід Екерот Ласло Марковіц         | 6–4, 6–0      |
| Поразка   | 17. | Жов 1995 | Мюнхен, Німеччина                               | Ґрунт     | Луїс Лобо             | Тревор Кронеманн Девід Макферсон    | 3–6, 4–6      |
| Перемога  | 20. | Кві 1996 | Барселона, Іспанія                              | Ґрунт     | Луїс Лобо             | Ніл Брод Піт Норвал                 | 6–1, 6–3      |
| Поразка   | 18. | Тра 1996 | Прага, Чехія                                    | Ґрунт     | Луїс Лобо             | Євген Кафельников Даніель Вацек     | 3–6, 7–6, 3–6 |
| Перемога  | 21. | Січ 1997 | Sydney International, Австралія                 | Тверде    | Луїс Лобо             | Паул Гаргейс Ян Сімерінк            | 6–4, 6–7, 6–3 |
| Перемога  | 22. | Бер 1997 | Скоттсдейл, США                                 | Тверде    | Луїс Лобо             | Йонас Бйоркман Рік Ліч              | 6–3, 6–3      |
| Перемога  | 23. | Тра 1997 | Гамбург, Німеччина                              | Ґрунт     | Луїс Лобо             | Ніл Брод Піт Норвал                 | 6–3, 7–6      |
| Перемога  | 24. | Жов 1997 | Бухарест, Румунія                               | Ґрунт     | Луїс Лобо             | Гендрік Ян Давідс Даніель Оршанік   | 7–5, 7–5      |
| Перемога  | 25. | Сер 1998 | Connecticut Open, США                           | Тверде    | Хуліан Алонсо         | Брендон Коуп Дейв Ренделл           | 6–4, 6–4      |
| Перемога  | 26. | Сер 1999 | Умаг, Хорватія                                  | Ґрунт     | Маріано Пуерта        | Массімо Бертоліні Крістіан Бранді   | 3–6, 6–2, 6–3 |

## Досягнення в парному розряді
| W | Ф | ПФ | ЧФ | #Р | КТ | К# | DNQ | A | NH |

| Турнір                                 | 1985                                              | 1986                                              | 1987                                              | 1988                                              | 1989                                              | 1990  | 1991  | 1992  | 1993  | 1994  | 1995  | 1996  | 1997  | 1998  | 1999  | 2000  | Career SR | Career В-П |
| -------------------------------------- | ------------------------------------------------- | ------------------------------------------------- | ------------------------------------------------- | ------------------------------------------------- | ------------------------------------------------- | ----- | ----- | ----- | ----- | ----- | ----- | ----- | ----- | ----- | ----- | ----- | --------- | ---------- |
| Турніри Великого шолома                |                                                   |                                                   |                                                   |                                                   |                                                   |       |       |       |       |       |       |       |       |       |       |       |           |            |
| Відкритий чемпіонат Австралії з тенісу |                                                   | NH                                                |                                                   |                                                   |                                                   | 2р    | 1р    | 2р    | ЧФ    | 1р    | 1р    | 2р    | 3р    | ЧФ    | 1р    |       | 0 / 10    | 11–10      |
| Відкритий чемпіонат Франції з тенісу   |                                                   |                                                   | 2р                                                | 1р                                                | ЧФ                                                | 1р    | 1р    | 1р    | 2р    | 2р    | 1р    | 3р    | 2р    | 2р    | 3р    |       | 0 / 13    | 12–13      |
| Вімблдонський турнір                   |                                                   |                                                   |                                                   | 1р                                                |                                                   |       | 1р    |       |       |       |       | 1р    |       |       | 1р    |       | 0 / 4     | 0–4        |
| Відкритий чемпіонат США з тенісу       |                                                   |                                                   | 1р                                                | 2р                                                | 3р                                                | 2р    | 1р    | 1р    | ЧФ    | 1р    | 1р    | ЧФ    | 2р    | ЧФ    | 1р    |       | 0 / 13    | 14–13      |
| Великий Шлем SR                        | 0 / 0                                             | 0 / 0                                             | 0 / 2                                             | 0 / 3                                             | 0 / 2                                             | 0 / 3 | 0 / 4 | 0 / 3 | 0 / 3 | 0 / 3 | 0 / 3 | 0 / 4 | 0 / 3 | 0 / 3 | 0 / 4 | 0 / 0 | 0 / 40    | N/A        |
| Annual win–loss                        | 0–0                                               | 0–0                                               | 1–2                                               | 1–3                                               | 5–2                                               | 2–3   | 0–4   | 1–3   | 7–3   | 1–3   | 0–3   | 6–4   | 4–3   | 7–3   | 2–4   | 0–0   | N/A       | 37–40      |
| Серія Мастерс ATP                      |                                                   |                                                   |                                                   |                                                   |                                                   |       |       |       |       |       |       |       |       |       |       |       |           |            |
| Індіан-Веллс                           | До 1990 року турніри не належали до серії Мастерс | До 1990 року турніри не належали до серії Мастерс | До 1990 року турніри не належали до серії Мастерс | До 1990 року турніри не належали до серії Мастерс | До 1990 року турніри не належали до серії Мастерс | 1р    | П     | 2р    | 1р    | 1р    | 1р    | 1р    | 2р    | ЧФ    | ЧФ    |       | 1 / 10    | 11–9       |
| Кі-Біскейн                             | До 1990 року турніри не належали до серії Мастерс | До 1990 року турніри не належали до серії Мастерс | До 1990 року турніри не належали до серії Мастерс | До 1990 року турніри не належали до серії Мастерс | До 1990 року турніри не належали до серії Мастерс | 2р    | 2р    |       | 2р    | 1р    | ЧФ    | 3р    | ПФ    | 2р    | 2р    |       | 0 / 9     | 9–8        |
| Монте-Карло                            | До 1990 року турніри не належали до серії Мастерс | До 1990 року турніри не належали до серії Мастерс | До 1990 року турніри не належали до серії Мастерс | До 1990 року турніри не належали до серії Мастерс | До 1990 року турніри не належали до серії Мастерс | Ф     | ЧФ    | 1р    | 1р    | 1р    | Ф     | ПФ    | ЧФ    | 1р    | 1р    |       | 0 / 10    | 13–10      |
| Рим                                    | До 1990 року турніри не належали до серії Мастерс | До 1990 року турніри не належали до серії Мастерс | До 1990 року турніри не належали до серії Мастерс | До 1990 року турніри не належали до серії Мастерс | До 1990 року турніри не належали до серії Мастерс | 2р    |       | 2р    | 2р    | Ф     | 2р    | ЧФ    | ЧФ    | ПФ    | 1р    |       | 0 / 9     | 15–9       |
| Гамбург                                | До 1990 року турніри не належали до серії Мастерс | До 1990 року турніри не належали до серії Мастерс | До 1990 року турніри не належали до серії Мастерс | До 1990 року турніри не належали до серії Мастерс | До 1990 року турніри не належали до серії Мастерс | 2р    | ПФ    | 1р    | 1р    | 2р    | 2р    | ЧФ    | П     | 2р    | 1р    |       | 1 / 10    | 12–8       |
| Мастерс Канада                         | До 1990 року турніри не належали до серії Мастерс | До 1990 року турніри не належали до серії Мастерс | До 1990 року турніри не належали до серії Мастерс | До 1990 року турніри не належали до серії Мастерс | До 1990 року турніри не належали до серії Мастерс |       |       |       |       |       |       | ПФ    |       |       |       |       | 0 / 1     | 2–1        |
| Мастерс Цинциннаті                     | До 1990 року турніри не належали до серії Мастерс | До 1990 року турніри не належали до серії Мастерс | До 1990 року турніри не належали до серії Мастерс | До 1990 року турніри не належали до серії Мастерс | До 1990 року турніри не належали до серії Мастерс |       |       |       |       |       |       |       |       |       |       |       | 0 / 0     | 0–0        |
| Мастерс Мадрид                         | До 1990 року турніри не належали до серії Мастерс | До 1990 року турніри не належали до серії Мастерс | До 1990 року турніри не належали до серії Мастерс | До 1990 року турніри не належали до серії Мастерс | До 1990 року турніри не належали до серії Мастерс | 1р    |       | 2р    |       | ЧФ    |       | 1р    |       | 1р    |       |       | 0 / 5     | 3–5        |
| Париж                                  | До 1990 року турніри не належали до серії Мастерс | До 1990 року турніри не належали до серії Мастерс | До 1990 року турніри не належали до серії Мастерс | До 1990 року турніри не належали до серії Мастерс | До 1990 року турніри не належали до серії Мастерс | 1р    |       | 1р    |       | 1р    |       | 1р    |       | 2р    |       |       | 0 / 5     | 1–5        |
| Серія Мастерс SR                       | N/A                                               | N/A                                               | N/A                                               | N/A                                               | N/A                                               | 0 / 7 | 1 / 4 | 0 / 6 | 0 / 5 | 0 / 7 | 0 / 5 | 0 / 8 | 1 / 5 | 0 / 7 | 0 / 5 | 0 / 0 | 2 / 59    | N/A        |
| Annual win–loss                        | N/A                                               | N/A                                               | N/A                                               | N/A                                               | N/A                                               | 4–7   | 11–3  | 3–6   | 1–4   | 7–7   | 9–4   | 10–8  | 12–4  | 6–7   | 3–5   | 0–0   | N/A       | 66–55      |
| Рейтинг на кінець року                 | 442                                               | 351                                               | 67                                                | 76                                                | 22                                                | 30    | 36    | 48    | 45    | 26    | 25    | 31    | 22    | 36    | 70    | 257   | N/A       | N/A        |

## Юніорські фінали турнірів Великого шолома

### Одиночний розряд: 2 (1–1)
| Результат | Рік  | Турнір                           | Покриття | Суперник      | Рахунок  |
| --------- | ---- | -------------------------------- | -------- | ------------- | -------- |
| Поразка   | 1986 | Вімблдонський турнір             | Трава    | Едуардо Велес | 3–6, 5–7 |
| Перемога  | 1986 | Відкритий чемпіонат США з тенісу | Тверде   | Франко Давін  | 6–2, 6–2 |

### Парний розряд: 1 (1–0)
| Результат | Рік  | Турнір                           | Покриття | Партнер         | Суперник                  | Рахунок       |
| --------- | ---- | -------------------------------- | -------- | --------------- | ------------------------- | ------------- |
| Перемога  | 1986 | Відкритий чемпіонат США з тенісу | Тверде   | Томас Карбонелл | Джефф Таранго Девід Вітон | 6–4, 1–6, 6–1 |